# Гуреева, Людмила Николаевна
Людми́ла Никола́евна Гуре́ева (12 февраля 1943 — 3 октября 2017) — советская волейболистка, игрок сборной СССР (1964). Серебряный призёр Олимпийских игр 1964, 7-кратная чемпионка СССР. Нападающая. Заслуженный мастер спорта России (2003).

## Биография
Начала заниматься волейболом в Одессе. Выступала за команды: 1960-1964 — «Буревестник» (Одесса), 1964—1979 — ЦСКА. 7-кратная чемпионка СССР (1961, 1965—1969, 1974), 3-кратный серебряный (1972, 1973, 1977) и двукратный бронзовый (1962, 1975) призёр чемпионатов СССР, победитель розыгрыша Кубка СССР 1972, двукратный победитель розыгрыша Кубка европейских чемпионов (1966 и 1967). Чемпионка СССР и Спартакиады народов СССР 1967 в составе сборной Москвы.
В составе студенческой сборной СССР в 1965 стала чемпионкой Всемирной Универсиады.
В составе национальной сборной СССР в 1964 году выиграла «серебро» Олимпийских игр.

## Источник
- Волейбол : Энциклопедия / Сост. В. Л. Свиридов, О. С. Чехов. — Томск : Компания «Янсон», 2001.